# Vlașanivka, Izeaslav
Vlașanivka (în ucraineană Влашанівка) este un sat în comuna Sahnivți din raionul Izeaslav, regiunea Hmelnîțkîi, Ucraina.

## Demografie
Componența lingvistică a localității Vlașanivka
     Ucraineană (99,66%)
     Alte limbi (0,34%)
Conform recensământului din 2001, majoritatea populației localității Vlașanivka era vorbitoare de ucraineană (99,66%), existând în minoritate și vorbitori de alte limbi.